# اندرو ماکای (شناگر)
اندرو ماکای (به انگلیسی: Andrew Mackay) (زادهٔ ۱ نوامبر ۱۹۸۵) شناگر اهل جزایر کیمن است.